# Seznam katastrálních území v okrese Jičín
V této tabulce je uveden kompletní výčet katastrálních území Okresu Jičín, včetně rozlohy a sídel, které na nich leží.
| Název KÚ                 | Sídla                                                                                                | Obec                    | km2   |
| ------------------------ | --- | ----------------------- | ----- |
| A                        | A | A                       |       |
| Bačalky                  | Bačalky                                                                                              | Bačalky                 | 2,67  |
| Bartoušov u Jičíněvsi    | Bartoušov                                                                                            | Jičíněves               | 2,22  |
| Bašnice                  | Bašnice                                                                                              | Bašnice                 | 6,09  |
| Běchary                  | Běchárky, Běchary                                                                                    | Běchary                 | 8,8   |
| Bělá u Pecky             | Bělá u Pecky                                                                                         | Pecka                   | 2,22  |
| Bezník                   | Bezník                                                                                               | Borek                   | 2,31  |
| Bílsko u Hořic           | Bílsko u Hořic                                                                                       | Bílsko u Hořic          | 2,05  |
| Bílsko u Kopidlna        | Bílsko                                                                                               | Údrnice                 | 1,99  |
| Boháňka                  | Boháňka, Skála                                                                                       | Boháňka                 | 6,76  |
| Borek u Miletína         | Borek                                                                                                | Borek                   | 2,19  |
| Brada                    | Brada, Rybníček                                                                                      | Brada-Rybníček          | 1,93  |
| Brdo                     | Brdo, Stará Paka                                                                                     | Stará Paka              | 4,73  |
| Brodek                   | Brodek                                                                                               | Dětenice                | 6,95  |
| Brtev                    | Brtev                                                                                                | Lázně Bělohrad          | 5,43  |
| Březina u Jičína         | Březina                                                                                              | Březina                 | 1,39  |
| Březka                   | Březka                                                                                               | Libuň                   | 1,99  |
| Březovice                | Březovice, Svatogothardská Lhota                                                                     | Hořice                  | 2,35  |
| Bříšťany                 | Bříšťany                                                                                             | Bříšťany                | 3,68  |
| Budčeves                 | Budčeves                                                                                             | Budčeves                | 4,54  |
| Bukovina u Pecky         | Arnoštov, Bukovina u Pecky                                                                           | Pecka                   | 3,56  |
| Bukvice                  | Bukvice, Křelina                                                                                     | Bukvice                 | 5,03  |
| Butoves                  | Butoves                                                                                              | Butoves                 | 1,66  |
| Bystřice                 | Bystřice                                                                                             | Bystřice                | 5,49  |
| Cerekvice nad Bystřicí   | Cerekvice nad Bystřicí, Čenice 2.díl                                                                 | Cerekvice nad Bystřicí  | 4,19  |
| Cidlina                  | Březka, Cidlina, Doubravice, Pekloves                                                                | Železnice               | 4,44  |
| Čálovice                 | Čálovice                                                                                             | Sobotka                 | 1,3   |
| Čejkovice u Jičína       | Čejkovice                                                                                            | Podhradí                | 1,42  |
| Černín u Lukavce         | Černín                                                                                               | Lukavec u Hořic         | 2,48  |
| Červená Třemešná         | Červená Třemešná                                                                                     | Červená Třemešná        | 6,56  |
| Česká Proseč             | Česká Proseč                                                                                         | Úbislavice              | 1,36  |
| Češov                    | Češov                                                                                                | Češov                   | 5,44  |
| Dětenice                 | Dětenice                                                                                             | Dětenice                | 6,78  |
| Dílce                    | Dílce                                                                                                | Dílce                   | 1,87  |
| Dobeš                    | Dobeš                                                                                                | Lukavec u Hořic         | 1,88  |
| Dobšice                  | Dobšice, Meziluží                                                                                    | Libošovice              | 2,82  |
| Dolany u Chyjic          | Dolany                                                                                               | Jičíněves               | 2,83  |
| Dolní Černůtky           | Dolní Černůtky                                                                                       | Jeřice                  | 1,9   |
| Dolní Dobrá Voda         | Dobrá Voda u Hořic                                                                                   | Dobrá Voda u Hořic      | 3,26  |
| Dolní Javoří             | Dolní Javoří                                                                                         | Lázně Bělohrad          | 1,27  |
| Dolní Lochov             | Dolní Lochov                                                                                         | Dolní Lochov            | 1,58  |
| Dolní Nová Ves           | Dolní Nová Ves                                                                                       | Lázně Bělohrad          | 3,09  |
| Dolní Rokytňany          | Dolní Rokytňany                                                                                      | Rokytňany               | 3,12  |
| Domoslavice              | Domoslavice                                                                                          | Ostroměř                | 2,74  |
| Doubrava                 | Doubrava, Svatogothardská Lhota                                                                      | Hořice                  | 2,24  |
| Drahoraz                 | Drahoraz                                                                                             | Kopidlno                | 2,32  |
| Drštěkryje               | Betlem, Drštěkryje, Všeliby                                                                          | Samšina                 | 2,55  |
| Dřevěnice                | Dolánky, Dřevěnice                                                                                   | Dřevěnice               | 5,17  |
| Heřmanice u Nové Paky    | Heřmanice                                                                                            | Nová Paka               | 1,52  |
| Hlásná Lhota u Jičína    | Hlásná Lhota                                                                                         | Podhradí                | 2,84  |
| Holín                    | Holín                                                                                                | Holín                   | 3,59  |
| Holovousy v Podkrkonoší  | Dolní Mezihoří, Holovousy, Chloumky, Chodovice                                                       | Holovousy               | 9,29  |
| Horní Dobrá Voda         | Dobrá Voda u Hořic                                                                                   | Dobrá Voda u Hořic      | 2,55  |
| Horní Javoří             | Horní Javoří                                                                                         | Pecka                   | 0,92  |
| Horní Lochov             | Horní Lochov                                                                                         | Holín                   | 3,31  |
| Horní Nová Ves           | Horní Nová Ves                                                                                       | Lázně Bělohrad          | 6,88  |
| Horní Rokytňany          | Horní Rokytňany                                                                                      | Rokytňany               | 1,84  |
| Hořice v Podkrkonoší     | Hořice                                                                                               | Hořice                  | 8,44  |
| Hradíšťko                | Hradíšťko                                                                                            | Žeretice                | 1,38  |
| Hrobičany                | Hrobičany                                                                                            | Sběř                    | 3,34  |
| Hřídelec                 | Hřídelec                                                                                             | Lázně Bělohrad          | 2,44  |
| Hřmenín                  | Hřmenín                                                                                              | Markvartice             | 3,61  |
| Hubálov                  | Hubálov                                                                                              | Jičín                   | 0,91  |
| Hubojedy                 | Hubojedy                                                                                             | Mladějov                | 1,78  |
| Chloumek u Hořic         | Chloumek                                                                                             | Boháňka                 | 1,53  |
| Chlum u Hořic            | Hořice, Chlum                                                                                        | Hořice                  | 5,07  |
| Cholenice                | Cholenice                                                                                            | Cholenice               | 4,54  |
| Chomutice                | Chomutice                                                                                            | Chomutice               | 3,7   |
| Chomutičky               | Chomutičky                                                                                           | Chomutice               | 2,44  |
| Choteč u Lázní Bělohradu | Choteč                                                                                               | Choteč                  | 6,08  |
| Chroustov u Miletína     | Chroustov                                                                                            | Úhlejov                 | 2,31  |
| Chvalina                 | Hořice, Chvalina                                                                                     | Hořice                  | 1,68  |
| Chyjice                  | Chyjice                                                                                              | Chyjice                 | 5,09  |
| Jeřice                   | Jeřice                                                                                               | Jeřice                  | 5,02  |
| Jičín                    | Holínské Předměstí, Nové Město, Pražské Předměstí, Sedličky, Soudná, Staré Město, Valdické Předměstí | Jičín                   | 12,06 |
| Jičíněves                | Jičíněves                                                                                            | Jičíněves               | 4,08  |
| Jinolice                 | Jinolice                                                                                             | Jinolice                | 2,15  |
| Jivany                   | Jivany                                                                                               | Libuň                   | 1,64  |
| Kacákova Lhota           | Kacákova Lhota, Náchodsko                                                                            | Kacákova Lhota          | 3,98  |
| Kal                      | Kal                                                                                                  | Pecka                   | 3,71  |
| Kamenice u Konecchlumí   | Kamenice                                                                                             | Konecchlumí             | 3,23  |
| Karlov u Roškopova       | Karlov                                                                                               | Stará Paka              | 2,25  |
| Kbelnice u Jičína        | Kbelnice                                                                                             | Kbelnice                | 1,87  |
| Kdanice                  | Kdanice, Trní                                                                                        | Sobotka                 | 3,91  |
| Keteň                    | Keteň                                                                                                | Jičíněves               | 2,75  |
| Kněžnice                 | Javornice, Kněžnice                                                                                  | Kněžnice                | 6,68  |
| Konecchlumí              | Konecchlumí                                                                                          | Konecchlumí             | 3,97  |
| Kopidlno                 | Kopidlno, Ledkov                                                                                     | Kopidlno                | 16,37 |
| Kostelec u Jičíněvsi     | Kostelec                                                                                             | Kostelec                | 2,26  |
| Kovač                    | Kovač                                                                                                | Kovač                   | 7,73  |
| Kozojedy u Žlunic        | Kozojedy                                                                                             | Kozojedy                | 3,67  |
| Krsmol                   | Krsmol                                                                                               | Stará Paka              | 0,98  |
| Křešice u Psinic         | Křešice                                                                                              | Libáň                   | 3,49  |
| Kumburský Újezd          | Kumburský Újezd                                                                                      | Nová Paka               | 2,71  |
| Kyje u Jičína            | Kyje                                                                                                 | Kyje                    | 1,59  |
| Labouň                   | Labouň                                                                                               | Jičíněves               | 2,51  |
| Lány u Lázní Bělohradu   | Lány                                                                                                 | Lázně Bělohrad          | 1,95  |
| Lavice                   | Lavice, Zajakury                                                                                     | Sobotka                 | 2,28  |
| Lázně Bělohrad           | Lázně Bělohrad                                                                                       | Lázně Bělohrad          | 4,21  |
| Lháň                     | Lháň                                                                                                 | Radim                   | 2,9   |
| Lhota u Pecky            | Pecka                                                                                                | Pecka                   | 2,18  |
| Libáň                    | Kozodírky, Libáň                                                                                     | Libáň                   | 6,83  |
| Liběšice                 | Liběšice                                                                                             | Češov                   | 3,31  |
| Libonice                 | Hořice, Libonice                                                                                     | Hořice                  | 1,66  |
| Libošovice               | Libošovice                                                                                           | Libošovice              | 2,5   |
| Libuň                    | Libuň                                                                                                | Libuň                   | 4,77  |
| Libunec                  | Libunec                                                                                              | Libuň                   | 2,13  |
| Lično u Milkovic         | Lično                                                                                                | Bačalky                 | 3,03  |
| Lískovice u Ostroměře    | Lískovice                                                                                            | Lískovice               | 7,59  |
| Lukavec u Hořic          | Lukavec u Hořic                                                                                      | Lukavec u Hořic         | 4,29  |
| Lužany u Jičína          | Lužany                                                                                               | Lužany                  | 12,5  |
| Malechovice              | Malechovice                                                                                          | Libošovice              | 1,62  |
| Markvartice u Sobotky    | Markvartice, Mrkvojedy, Spařence                                                                     | Markvartice             | 8,39  |
| Miletín                  | Miletín                                                                                              | Miletín                 | 8,93  |
| Milíčeves                | Milíčeves                                                                                            | Slatiny                 | 4,38  |
| Milovice u Hořic         | Milovice u Hořic                                                                                     | Milovice u Hořic        | 3,29  |
| Mladějov v Čechách       | Bacov, Loveč, Mladějov, Pařízek, Střeleč                                                             | Mladějov                | 4,83  |
| Mlázovice                | Mezihoří, Mlázovice                                                                                  | Mlázovice               | 8,48  |
| Mlýnec u Kopidlna        | Mlýnec                                                                                               | Kopidlno                | 5,77  |
| Moravčice                | Moravčice, Valdické Předměstí                                                                        | Jičín                   | 1,44  |
| Nadslav                  | Nadslav, Štidla                                                                                      | Střevač                 | 5,83  |
| Nečas                    | Nečas                                                                                                | Budčeves                | 2,17  |
| Nemyčeves                | Nemyčeves                                                                                            | Nemyčeves               | 4,97  |
| Nepřívěc                 | Nepřívěc                                                                                             | Libošovice              | 3,43  |
| Nevratice                | Nevratice                                                                                            | Nevratice               | 3,24  |
| Nová Paka                | Nová Paka, Podlevín, Vlkov                                                                           | Nová Paka               | 7,19  |
| Nové Smrkovice           | Nové Smrkovice                                                                                       | Ostroměř                | 2,11  |
| Obora u Chomutic         | Obora                                                                                                | Chomutice               | 4,32  |
| Ohařice                  | Ohařice                                                                                              | Ohařice                 | 4,16  |
| Ohaveč                   | Ohaveč                                                                                               | Ohaveč                  | 1,39  |
| Osek u Sobotky           | Osek                                                                                                 | Osek                    | 3,81  |
| Osenice                  | Osenice                                                                                              | Dětenice                | 3,94  |
| Ostroměř                 | Ostroměř                                                                                             | Ostroměř                | 5,87  |
| Ostrov v Podkrkonoší     | Ostrov                                                                                               | Třebnouševes            | 1,76  |
| Ostružno u Jičína        | Ostružno                                                                                             | Ostružno                | 4,35  |
| Pařezská Lhota           | Pařezská Lhota                                                                                       | Holín                   | 1,61  |
| Pecka                    | Pecka                                                                                                | Pecka                   | 6,04  |
| Petrovičky u Hořic       | Petrovičky                                                                                           | Petrovičky              | 1,95  |
| Plhov                    | Plhov                                                                                                | Samšina                 | 2,43  |
| Podhorní Újezd           | Podhorní Újezd                                                                                       | Podhorní Újezd a Vojice | 2,31  |
| Podhradí u Jičína        | Čejkovice, Podhradí, Šlikova Ves, Vokšice                                                            | Podhradí                | 6,01  |
| Podkost                  | Podkost                                                                                              | Libošovice              | 4,43  |
| Podůlší                  | Podůlší                                                                                              | Podůlší                 | 1,38  |
| Popovice u Jičína        | Popovice                                                                                             | Jičín                   | 4,13  |
| Prachov                  | Prachov                                                                                              | Holín                   | 1,9   |
| Prostřední Nová Ves      | Prostřední Nová Ves                                                                                  | Lázně Bělohrad          | 1,44  |
| Přibyslav u Nové Paky    | Přibyslav                                                                                            | Nová Paka               | 0,65  |
| Příchvoj                 | Netolice, Příchvoj                                                                                   | Markvartice             | 3,12  |
| Psinice                  | Psinice                                                                                              | Libáň                   | 5,34  |
| Pševes                   | Pševes                                                                                               | Kopidlno                | 4,65  |
| Pustá Proseč             | Pustá Proseč                                                                                         | Nová Paka               | 2,19  |
| Radim u Jičína           | Radim                                                                                                | Radim                   | 3,01  |
| Radkyně                  | Radkyně                                                                                              | Nová Paka               | 2,1   |
| Rakov u Markvartic       | Leština, Rakov                                                                                       | Markvartice             | 3,99  |
| Rašín                    | Rašín                                                                                                | Rašín                   | 2,19  |
| Robousy                  | Dvorce, Robousy                                                                                      | Jičín                   | 7,29  |
| Rohoznice u Hořic        | Rohoznice                                                                                            | Rohoznice               | 8,95  |
| Roškopov                 | Roškopov                                                                                             | Stará Paka              | 3,67  |
| Roveň u Sobotky          | Kozlov, Roveň                                                                                        | Mladějov                | 2,55  |
| Rytířova Lhota           | Malá Lhota, Rytířova Lhota                                                                           | Libošovice              | 3,27  |
| Řeheč                    | Řeheč                                                                                                | Úlibice                 | 1,64  |
| Samšina                  | Samšina                                                                                              | Samšina                 | 1,76  |
| Sběř                     | Sběř                                                                                                 | Sběř                    | 4,29  |
| Sedliště u Starých Hradů | Sedliště                                                                                             | Sedliště                | 1,59  |
| Sekeřice                 | Sekeřice                                                                                             | Sekeřice                | 3,19  |
| Skuřina                  | Skuřina                                                                                              | Markvartice             | 3,97  |
| Slatiny                  | Slatiny                                                                                              | Slatiny                 | 7,38  |
| Slavhostice              | Slavhostice                                                                                          | Slavhostice             | 5,85  |
| Sobčice                  | Sobčice                                                                                              | Sobčice                 | 3,65  |
| Soběraz                  | Soběraz                                                                                              | Soběraz                 | 3,11  |
| Sobotka                  | Sobotka                                                                                              | Sobotka                 | 4,74  |
| Spyšova                  | Spyšova                                                                                              | Sobotka                 | 4,31  |
| Staňkov u Pecky          | Staňkov                                                                                              | Pecka                   | 2,05  |
| Staňkova Lhota           | Staňkova Lhota                                                                                       | Sobotka                 | 1,6   |
| Stará Paka               | Stará Paka                                                                                           | Stará Paka              | 6,97  |
| Staré Hrady              | Staré Hrady                                                                                          | Staré Hrady             | 3,86  |
| Staré Místo              | Staré Místo                                                                                          | Staré Místo             | 3,02  |
| Staré Smrkovice          | Staré Smrkovice                                                                                      | Staré Smrkovice         | 5,2   |
| Stav                     | Stav                                                                                                 | Úbislavice              | 2,09  |
| Stéblovice               | Stéblovice                                                                                           | Sobotka                 | 1,17  |
| Střeleč                  | Střeleč                                                                                              | Mladějov                | 2,88  |
| Střevač                  | Batín, Střevač                                                                                       | Střevač                 | 5,41  |
| Stříbrnice v Čechách     | Stříbrnice                                                                                           | Vrbice                  | 2,4   |
| Studeňany                | Studeňany                                                                                            | Radim                   | 3,15  |
| Studénka u Nové Paky     | Studénka                                                                                             | Nová Paka               | 1,12  |
| Stupná                   | Stupná                                                                                               | Vidochov                | 5,83  |
| Sukorady u Hořic         | Kouty, Sukorady                                                                                      | Sukorady                | 5,51  |
| Svatojanský Újezd        | Svatojanský Újezd                                                                                    | Svatojanský Újezd       | 5,34  |
| Sylvárův Újezd           | Sylvárův Újezd                                                                                       | Ostroměř                | 1,62  |
| Šárovcova Lhota          | Bertoldka, Libín, Šárovcova Lhota, Tikov                                                             | Šárovcova Lhota         | 7,09  |
| Štikov                   | Štikov                                                                                               | Nová Paka               | 2,59  |
| Tereziny Dary            | Tereziny Dary                                                                                        | Lískovice               | 1,62  |
| Těšín                    | Těšín                                                                                                | Železnice               | 1,08  |
| Tetín                    | Tetín, Vidoň                                                                                         | Tetín                   | 2,81  |
| Třebnouševes             | Třebnouševes                                                                                         | Třebnouševes            | 3,67  |
| Třebovětice              | Třebovětice                                                                                          | Cerekvice nad Bystřicí  | 4,09  |
| Třtěnice                 | Třtěnice                                                                                             | Třtěnice                | 5,6   |
| Tuř                      | Tuř                                                                                                  | Tuř                     | 4,89  |
| Tužín                    | Podhájí, Tužín                                                                                       | Radim                   | 1,32  |
| Úbislavice               | Úbislavice                                                                                           | Úbislavice              | 4,19  |
| Údrnice                  | Údrnice                                                                                              | Údrnice                 | 3,55  |
| Údrnická Lhota           | Údrnice                                                                                              | Údrnice                 | 1,41  |
| Úhlejov                  | Úhlejov                                                                                              | Úhlejov                 | 1,81  |
| Uhlíře                   | Uhlíře                                                                                               | Lázně Bělohrad          | 1,67  |
| Újezd pod Troskami       | Čímyšl, Hrdoňovice, Semínova Lhota, Újezd pod Troskami                                               | Újezd pod Troskami      | 7,56  |
| Úlibice                  | Úlibice                                                                                              | Úlibice                 | 5,1   |
| Únětice                  | Únětice                                                                                              | Údrnice                 | 2,29  |
| Ústí u Staré Paky        | Ústí                                                                                                 | Stará Paka              | 3,1   |
| Valdice                  | Valdice                                                                                              | Valdice                 | 0,9   |
| Valdov                   | Valdov                                                                                               | Nová Paka               | 3,66  |
| Važice                   | Važice                                                                                               | Bystřice                | 1,52  |
| Velešice                 | Velešice                                                                                             | Sběř                    | 1,45  |
| Veliš u Jičína           | Veliš                                                                                                | Veliš                   | 3,39  |
| Vesec u Jičína           | Vesec                                                                                                | Veliš                   | 1,74  |
| Vesec u Sobotky          | Vesec u Sobotky                                                                                      | Libošovice              | 1,75  |
| Veselská Lhota           | Veselská Lhota                                                                                       | Vysoké Veselí           | 2,95  |
| Vidochov                 | Vidochov                                                                                             | Vidochov                | 5,89  |
| Vidonice                 | Vidonice                                                                                             | Pecka                   | 2,33  |
| Vinice v Podkrkonoší     | Vinice                                                                                               | Třebnouševes            | 0,84  |
| Vitiněves                | Vitiněves                                                                                            | Vitiněves               | 4,91  |
| Vlhošť                   | Vlhošť                                                                                               | Žeretice                | 1,2   |
| Vojice                   | Vojice                                                                                               | Podhorní Újezd a Vojice | 4,57  |
| Volanice                 | Volanice                                                                                             | Volanice                | 6,22  |
| Votuz                    | Votuz                                                                                                | Boháňka                 | 1,24  |
| Vrbice nad Cidlinou      | Vrbice                                                                                               | Vrbice                  | 4,26  |
| Vrchovina                | Vrchovina                                                                                            | Nová Paka               | 4,97  |
| Vršce                    | Vršce                                                                                                | Vršce                   | 6,41  |
| Vřesník u Tetína         | Vřesník                                                                                              | Vřesník                 | 3,1   |
| Vysoké Veselí            | Vysoké Veselí                                                                                        | Vysoké Veselí           | 6,38  |
| Záhuby                   | Záhuby                                                                                               | Zelenecká Lhota         | 3,39  |
| Zámezí                   | Zámezí                                                                                               | Železnice               | 1,98  |
| Zámostí                  | Blata, Zámostí                                                                                       | Zámostí-Blata           | 4,4   |
| Zboží u Nové Paky        | Chloumek, Štěpanice, Zboží                                                                           | Úbislavice              | 4,41  |
| Zelenecká Lhota          | Zelenecká Lhota                                                                                      | Zelenecká Lhota         | 3,27  |
| Zliv u Libáně            | Zliv                                                                                                 | Libáň                   | 4,01  |
| Želejov                  | Želejov                                                                                              | Borek                   | 1,88  |
| Železnice                | Železnice                                                                                            | Železnice               | 5,61  |
| Žeretice                 | Žeretice                                                                                             | Žeretice                | 5,11  |
| Židovice                 | Židovice                                                                                             | Židovice                | 3,32  |
| Žitětín                  | Žitětín                                                                                              | Jičíněves               | 2,59  |
| Žlunice                  | Žlunice                                                                                              | Žlunice                 | 7,99  |

Celková výměra 886,51 km2